# Djalguiztobé
Le Djalguiztobé (en russe : Джалгизтобе, en altaï méridional : Јангыс-Тӧбӧ), mont Djalguiztobé, ou Jalguiz-Tobé (en russe : жалгыз-тобе) est une montagne solitaire du raïon de Koch-Agatch, dans la république russe de l'Altaï, ainsi que dans le système montagneux éponyme d'Asie centrale. Il se situe dans la steppe de la Tchouïa, et culmine à 1 935 mètres d'altitude. La montagne abrite des pétroglyphes préhistoriques.

## Toponymie
Le nom du Djalguiztobé  vient du nom en altaï, Јангыс-Тӧбӧ. La première partie, Jangys, signifie « seul », « solitaire », tandis que la seconde, Тӧбӧ, désigne le sommet d'une montagne, d'une petite élévation. Ainsi, le nom signifie « colline solitaire ».

## Géographie
Administrativement, le sommet se trouve dans le raïon de Koch-Agatch, dans la partie la plus méridionale de la république de l'Altaï, un sujet fédéral de Russie se situant dans le sud de la Sibérie.
La montagne se trouve dans la steppe de la Tchouïa, vaste bassin intermontagneux formé par les inondations de l'Altaï et les glaciations. Ce bassin se trouve dans l'Altaï, système montagneux d'Asie centrale. Mais contrairement à presque tous les sommets, il n'appartient pas à un massif à proprement parler, étant donné que la montagne se dresse toute seule dans la steppe, à une altitude de 1 935 mètres. Le piémont du massif le plus proche est en effet à une dizaine de kilomètres au sud, avec celui de la Tchouïa du Sud.
La montagne se situe à 13 km au sud de Koch-Agatch, localité la plus proche et centre administratif du raïon. La rivière Irbitsou (ru) passe à côté de la montagne, un affluent de rive gauche de la Tchouïa. La Tchouïa est un affluent de rive droite de la Katoun, la Katoun étant une des deux rivières qui donne naissance à l'Ob à Biïsk
Pour accéder au site, il faut partir de la R256 (la route fédérale allant de Novossibirsk à Tachanta) dans le village de Koch-Agatch et emprunter des pistes,.

## Archéologie
Dans les années 1980, des pétroglyphes de l'âge du bronze (dont des Scythes) ont été découvertes. La qualité de préservation est parfaite, représentant des animaux, des scènes de chasses et de la vie ancienne. 
De plus, des inscriptions runiques ont été trouvées, aussi parfaitement conservées, datant de plus de 1 000 ans, laissées probablement par des anciens marchands turcs se déplaçant sur des caravanes le long de la route de la Tchouïa, avec au total 39 caractères runiques. Ces inscriptions ont été traduites, et elles disent : « Les bêtes sont chargées, il ne reste plus qu'à partir et vendre la marchandise pour un salaire décent ». La marchandise est présumée être des bottes de foin ou du foin.
L'idée que ce soit un marchand, en plus de la traduction, est prouvée par la situation et par la situation temporelle. Déjà à cette époque, le commerce était bien présent comme l'atteste la colline fortifiée de Ialoman à 7-8 jours de distance par caravane de chameaux. De plus, non-loin d'ici se trouvait un chemin franchissant la Tchouïa du Sud en direction du plateau de l'Oukok et de l'Asie centrale, la montagne était donc probablement sur l'itinéraire. Et par ailleurs, les sites archéologiques sont nombreux dans la zone (pétroglyphes de la vallée du Ielangach ; complexe mégalithique de la Tarkhata, etc.).

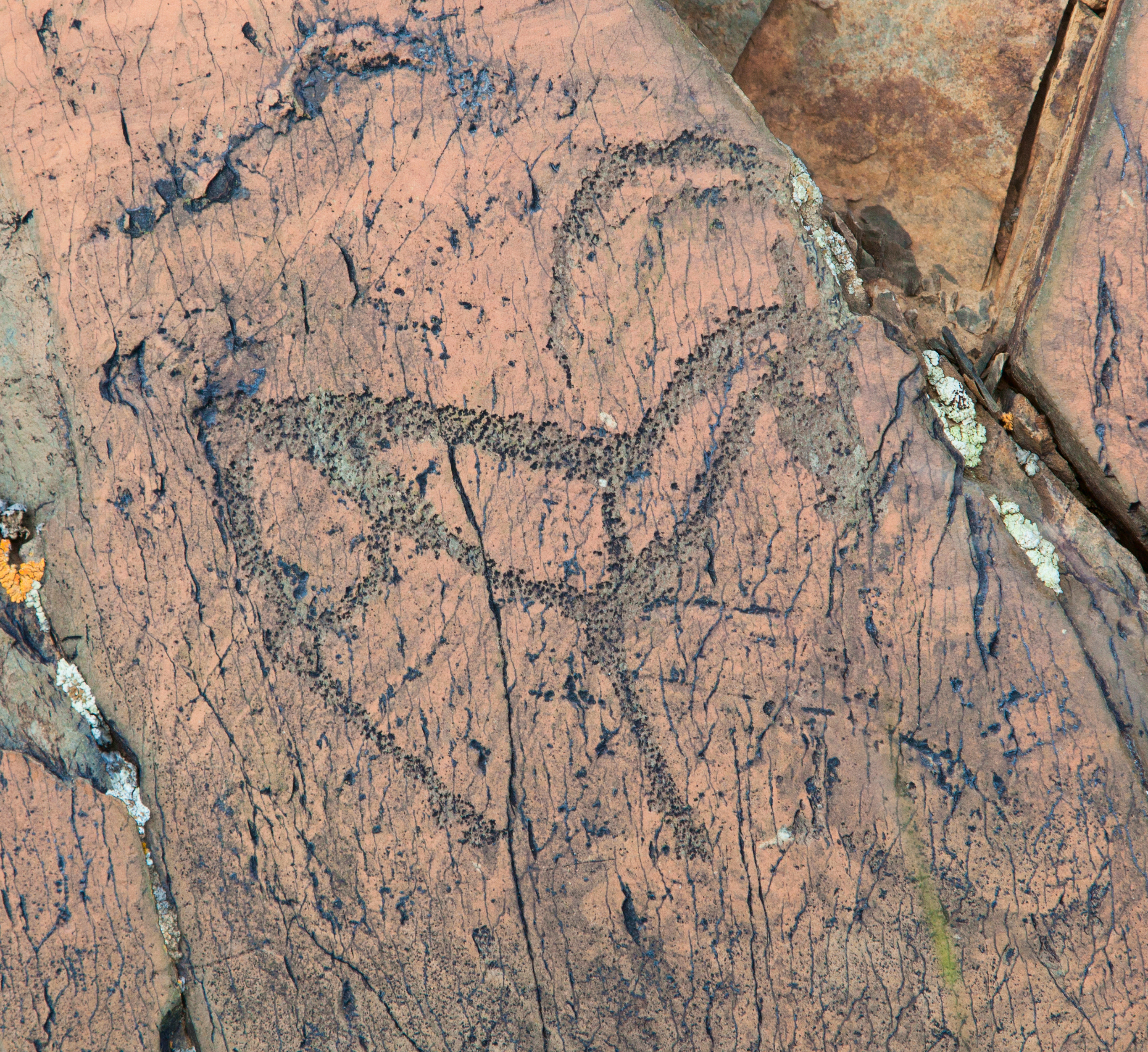
Chèvre de montagne.
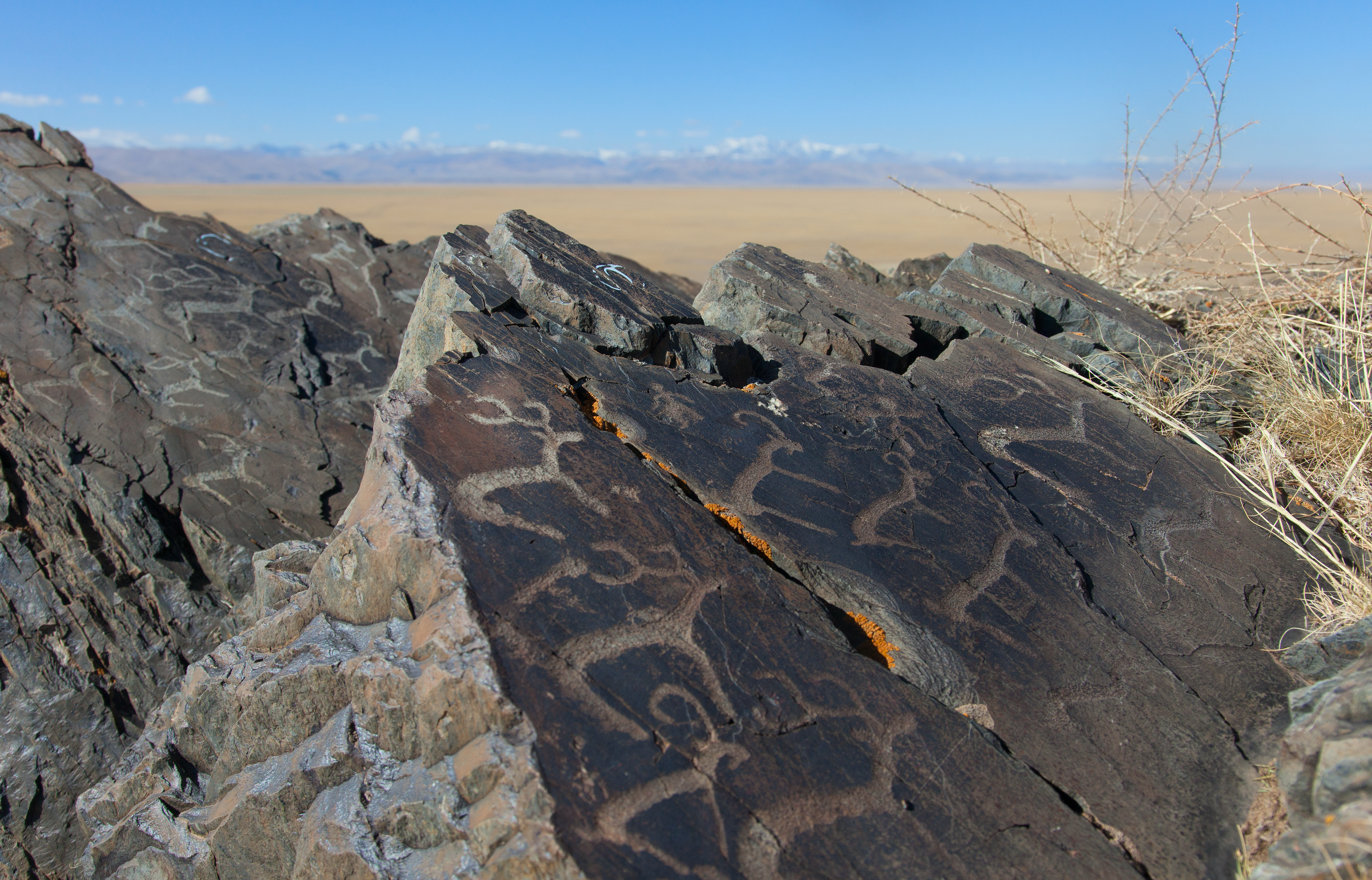
Pétroglyphes de l'époque scythe.
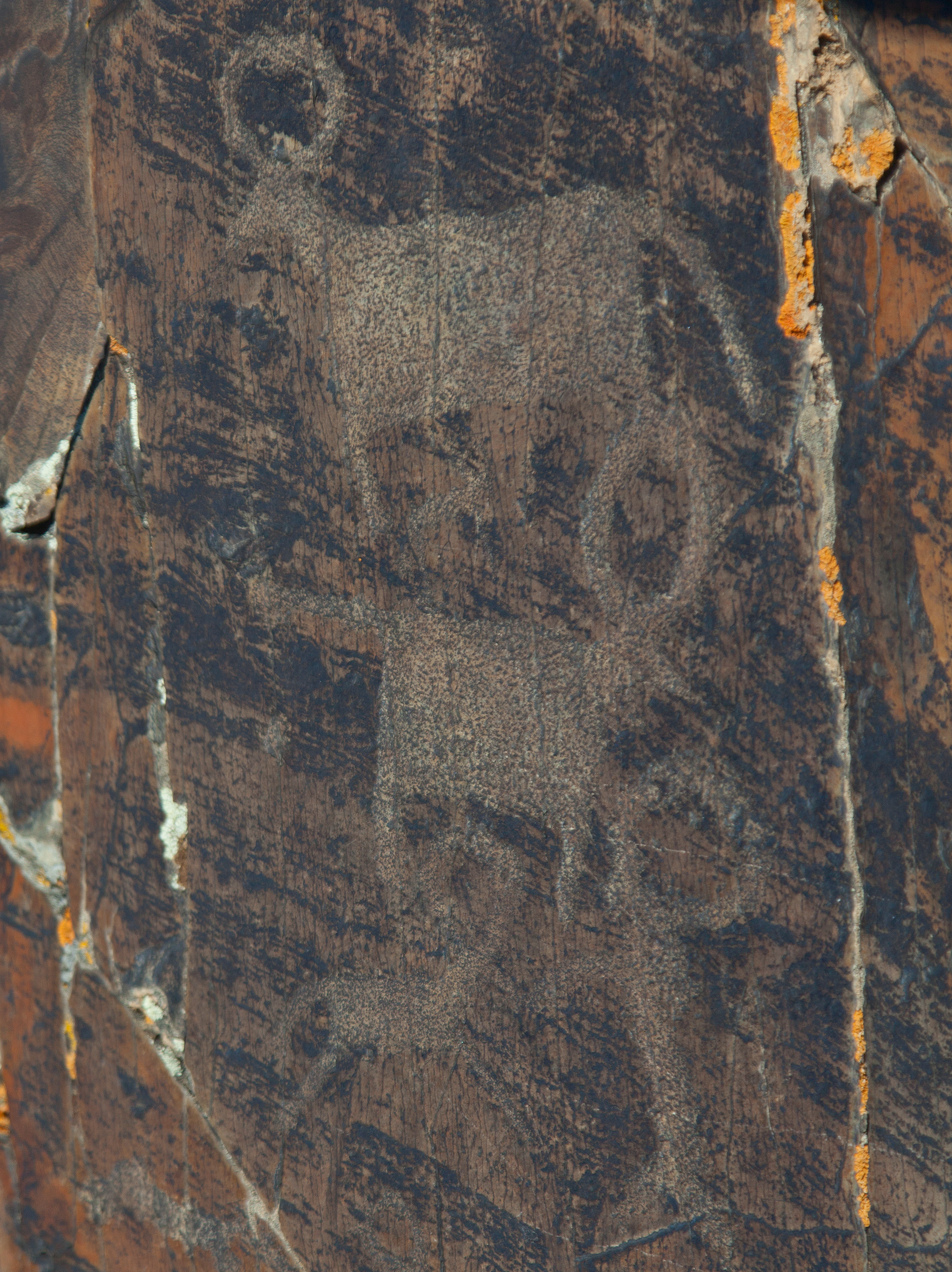
Pétroglyphes de l'âge du Bronze.
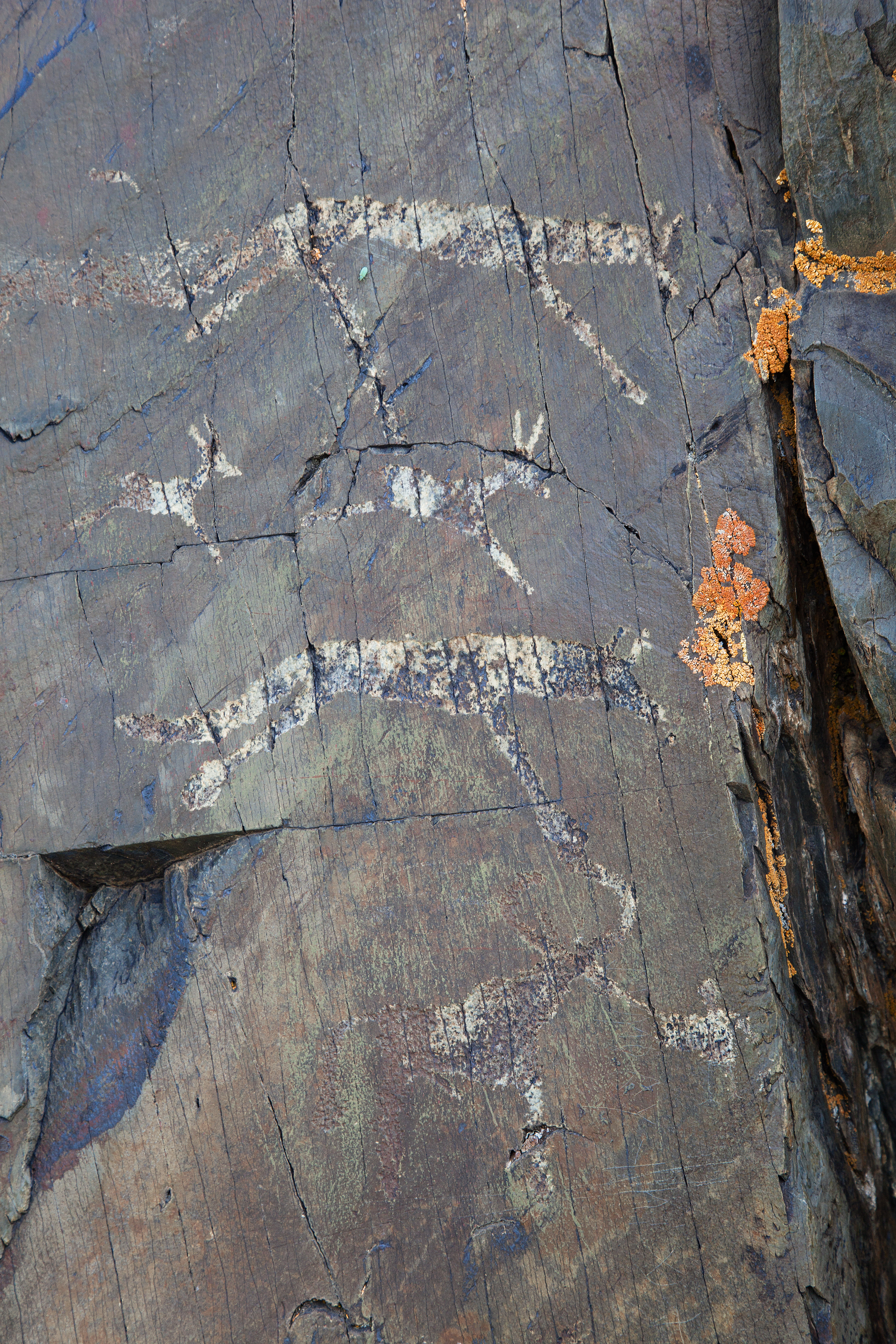
Loup turc (symbole des Göktürk) et runes.
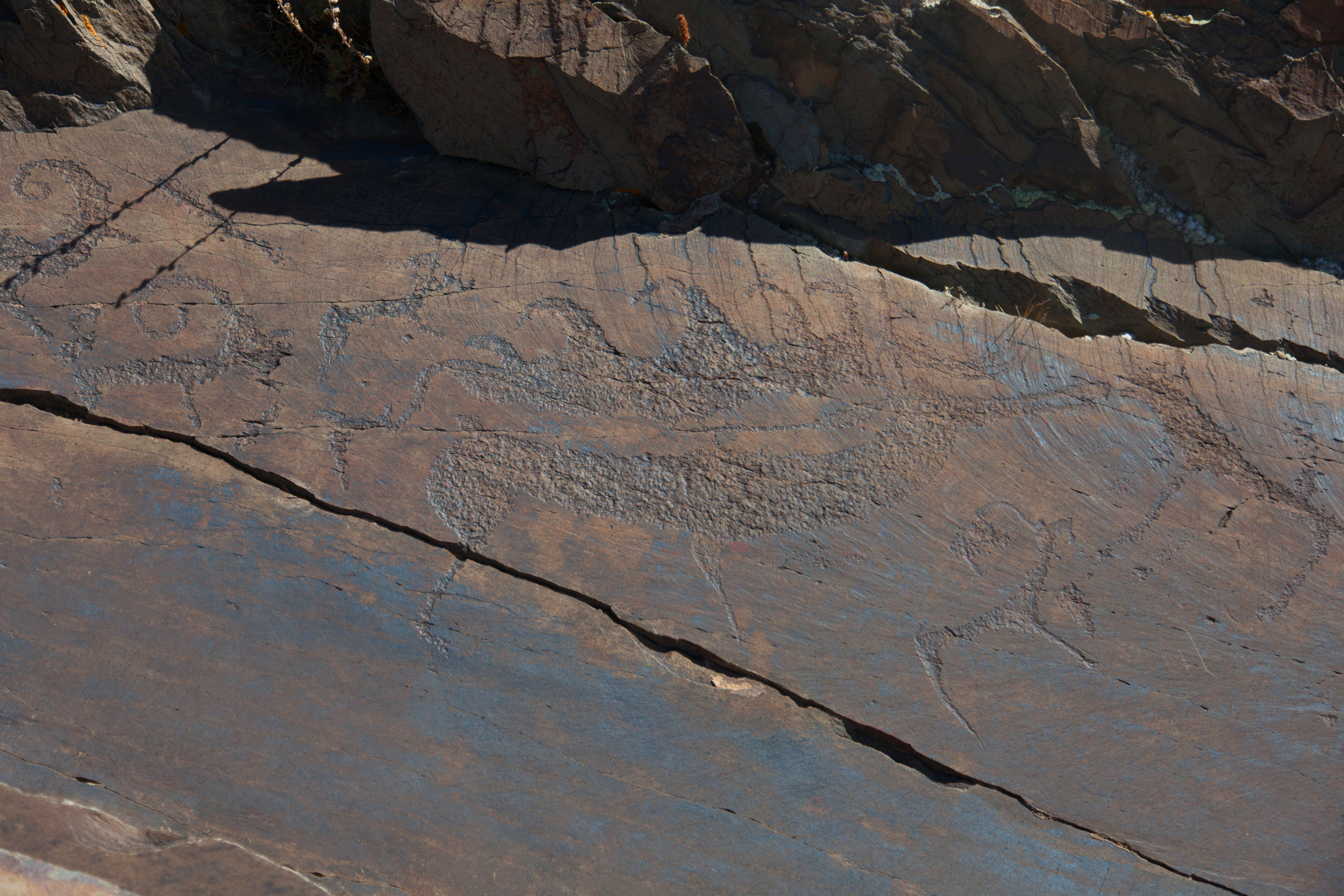
Pétroglyphes appartenant au style mongol-transbaïkal.